# Любенский, Гандрий
Га́ндрий Лю́бенский, немецкий вариант — Андреас Любенски (в.-луж. Handrij Lubjenski, нем. Andreas Lubensky, 11 апреля 1790 года, Рахлов-под-Чернобогом, Лужица — 19 марта 1840 года, Будишин, Лужица) — лютеранский священник, серболужицкий писатель и общественный деятель. Основатель лужицкого студенческого братства «Сорабия».

## Биография
Родился 11 апреля 1790 года в крестьянской семье в серболужицкой деревне Рахлов-под-Чернобогом. С 1805 года по 1812 год обучался в будишинской гимназии, по окончании которой до 1815 года изучал теологию в Лейпциге. После окончания обучения работал в течение двух лет домашним учителем в Лейпциге. После возвращения в Лужицу был назначен дьяконом в церкви святого Михаила в Будишине. В 1827 году был назначен настоятелем этого храма. На этой должности находился до 1831 года, когда был назначен старшим священником в соборе святого Петра в Будишине. Служил в этом храме до своей кончины в 1840 году.
Считается одним из вдохновителей культурно-национального возрождения лужицкого народа. Будучи студентом будишинской гимназии начал собирать лужицкий фольклор, пословицы и старые книги. Во время обучения в Лейпцигском университете вместе с Бедрихом Адольфом Клином основал при Сербском проповедническом обществе студенческое братство «Сорабия». После смерти библиофила Богачесть Пониха купил его библиотеку (получила в наше время наименование «Ponichowa knihownja») и подарил её Сербскому проповедническому обществу.

## Сочинения
- Jězus w domje pobožnych. Štyri prědowanja ze zawostajenstwa, Budyšin 1847, 1858.